# Marcello Del Duca
Marcello Del Duca (* 31. August 1950 in Civitavecchia) ist ein ehemaliger italienischer Wasserballspieler. Mit der italienischen Nationalmannschaft wurde er Olympiazweiter 1976, Weltmeisterschaftsdritter 1975 und Europameisterschaftsdritter 1977.

## Sportliche Karriere
Der 1,81 Meter große Marcello Del Duca spielte bei Nuoto E Canottaggio in seiner Heimatstadt Civitavecchia. Als Student nahm er 1970 an der Universiade in Turin teil und belegte mit der italienischen Studentenauswahl den zweiten Platz hinter der Mannschaft aus der Sowjetunion.
Bei der Weltmeisterschaft 1975 in Cali erreichten die Italiener durch einen zweiten Platz in der Zwischenrunde die Spiele um die Medaillen. Dort belegten die Italiener den dritten Platz hinter den Mannschaften aus der Sowjetunion und aus Ungarn. Einen Monat später siegte Del Duca mit der italienischen Mannschaft bei den Mittelmeerspielen in Algier vor den Jugoslawen und den Spaniern. 1976 fanden die Olympischen Spiele in Montreal statt. Die Italiener gewannen ihre Vorrundengruppe und erreichten in der Hauptrunde zwei Siege sowie zwei Unentschieden und verloren gegen die Ungarn. Damit gewannen die Ungarn die Goldmedaille vor den Italienern, die gegenüber den Niederländern das bessere Torverhältnis aufwiesen. Del Duca wirkte in allen acht Spielen mit und warf drei Tore, davon eines beim 3:3 gegen die Niederlande. 1977 spielte Del Duca bei der Europameisterschaft in Jönköping. Die ungarische Mannschaft gewann vor den Jugoslawen, dahinter erreichten die Italiener den dritten Platz vor der Mannschaft aus der Sowjetunion.